# Ruta de Illinois 97
La Ruta de Illinois 97, y abreviada IL 97 (en inglés: Illinois Route 97) es una carretera estatal estadounidense ubicada en el estado de Illinois. La carretera inicia en el sur desde la I 55  , I 72 , US 36  en Springfield hacia el norte en la I 74  , US 150   en Galesburg. La carretera tiene una longitud de 168,1 km (104.43 mi).

## Mantenimiento
Al igual que las autopistas interestatales, y las rutas federales y el resto de carreteras estatales, la Ruta de Illinois 97 es administrada y mantenida por el Departamento de Transporte de Illinois por sus siglas en inglés IDOT.